# Ryder (cràter)
Ryder és un cràter d'impacte situat a la cara oculta de la Lluna. Està ubicat en una zona de material de la superfície d'albedo superior a l'est de la parella de cràters formada per Roche i Pauli, més grans. El nom d'aquest cràter que es va aprovar oficialment a l'assemblea general de la UAI del 2006.

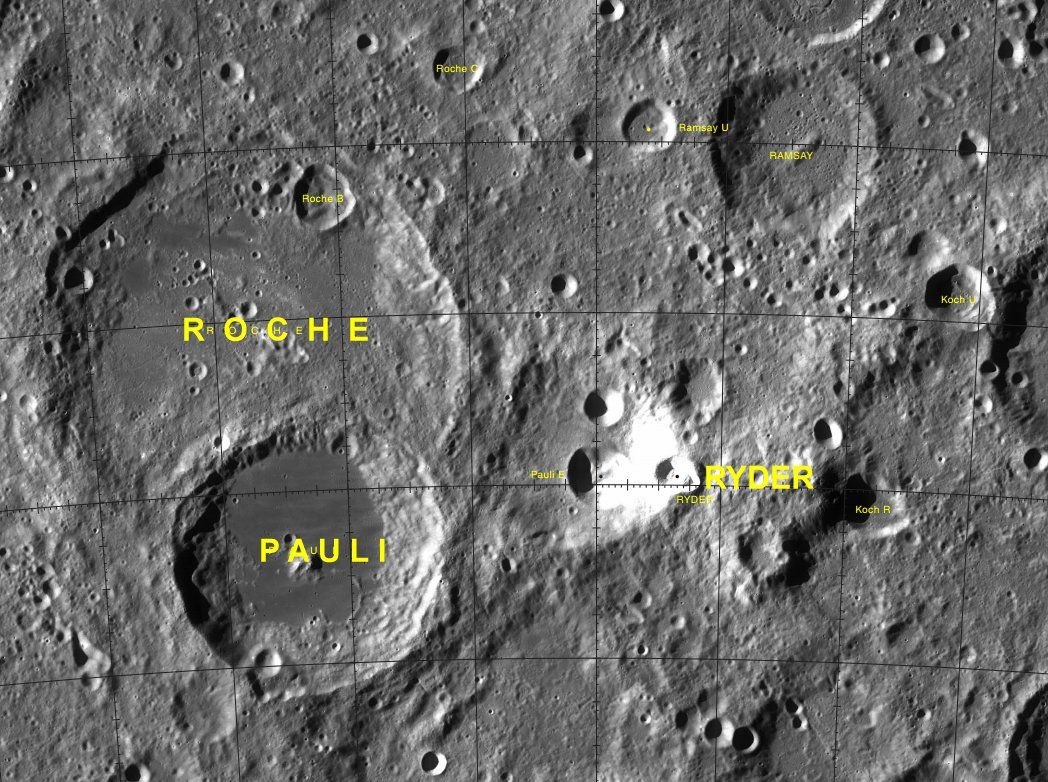
Rodalies de Ryder, situat sobre la zona d'albedo més clar propera al centre de la imatge (Imatge LRO)
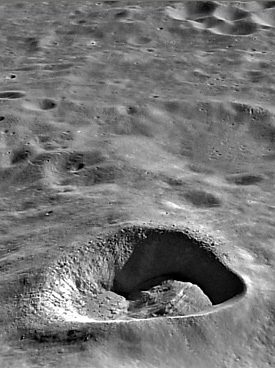
Imatge presa per la sonda SELENE
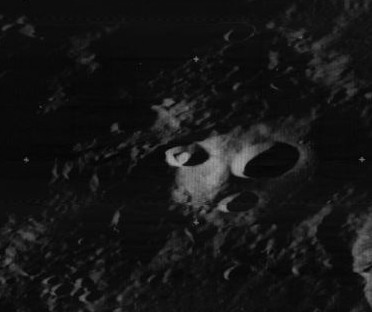
Imatge de la missió Lunar Orbiter 3 (Ryder al centre)

Aquest cràter circular amb vores erosionades es troba al sector oriental del contorn d'una formació més gran, molt probablement les restes d'un antic impacte desgastat. A menys d'un diàmetre a l'oest de Ryder hi ha el cràter satèl·lit de 24 km de diàmetre Pauli E. Ryder és un impacte oblic, amb una peça coherent amb la morfologia de les capes que conformen l'escorça lunar, situada al costat del costat oriental del cràter.